# Metuljnice
Metuljnice (znanstveno ime Fabaceae) so družina kritosemenk v redu stročnic (Fabales) z metuljastimi cvetovi. Družina je izredno obsežna. Obsega 700 rodov s preko 17000 vrstami zelišč, grmov, dreves in ovijalk.
Značilnost metuljnic je, da živijo v sožitju z bakterijami iz rodu Rhizobium, ki so sposobne vezave dušika iz zraka. Na ta način uspešneje rastejo na revnejših tleh.

## Razširjenost
Rastejo v zelo različnih habitatih, od vodnih do kserofitnih, kar pomeni, da lahko rastejo tudi v sušnejših predelih, od step do tropskih gozdov.

## Opis metuljnic

### Listi in steblo
Listi so v večini primerov nameščeni spiralasto. So enostavni ali zelo pogosto deljeni, prenati ali trojnati. Na bazi listov sta pogosto dva prilista. Pogosta je heterfilija, pri kserofitskih vrstah je pogosta tvorba trnov in filodijev, pri ovijalkah pa tvorba vitic.

### Cvet
Cvetovi so dvospolni, večinoma somerni in metuljasti z dvojnim cvetnim odevalom. Cvetno odevalo je petštevno. Čaša je bolj ali manj zrasla, večinoma cevasta, dvoustna ali redkeje s petimi zobci. Venčnih listov je pet, značilno metuljaste oblike. Zgrajen je iz velikega jedra, dveh obstranskih kril in ladjice, zrasle iz dveh listov.
Prašnikov je deset, zraslih v cev oziroma je devet zraslih v cev in en (zgornji) prost. Pestič je zgrajen iz enega samega plodnega lista (karpel), nadrasel.

### Plod in seme
Plod je strok, ki se razvije iz pestiča. Pri nekaterih vrstah se ne odpira, pač pa razpade na plodiče. Semena so brez endosperma.

## Sožitje z bakterijami
Sprva bakterije Rhizobium živijo saprofitsko v zemlji (na odmrlih rastlinah). V stiku s koreninskimi laski metuljnic preidejo bakterije vanje (v tem času imajo migetalke) in sicer v primarno skorjo korenine, kjer živijo najprej parazitsko, ko rastlina tvori gomoljčke pa simbiontsko. V simbiozi daje metuljnica bakterijam ogljikove hidrate v obliki sladkorjev, bakterije pa višji rastlini dušik v obliki beljakovin. V končni fazi gomoljčki razpadejo in prežive le bakterije, ki se preselijo v zemljo, kjer spet žive saprofitsko.

## Pomen družine
Bakterije omogočajo rastlini, da rastejo na z dušikom revnih tleh in posredno pripomorejo k večji rodovitnosti tal.
Številne vrste so pomemben vir rastlinske beljakovinske in škrobne hrane za ljudi:
- grah Pisum sativum,
- razne vrste fižola Phaseolus,
- soja Glycine max,
- arašid Arachis hypogaea,
- leča Lens culinaris,
- bob Vicia faba

in živali:
- detelja Trifolium,
- lucerna Medicago sativa,
- nokota Lotus.

Mnoge metuljnice so okrasne rastline:
- volčji bob Lupinus,
- relika Cytisus,
- negnoj Laburnum,
- sofora Sophora.

Nekatere dajejo tudi dober les (robinija Robinia pseudacacia) in barvila barvilna košeničica Genista tinctoria). Številne vrste iz te družine so pomembni gradniki različnih tipov vegetacije. Še posebej številen je rod grahovec Astragalus, ki uspeva v azijskih stepah, polpuščavah in v Sredozemlju z več kot 2000 vrstami.
Tabela:Za prehrano je najpomembnejše stročnice z njihovo povprečno kemično sestavo hranilnih snovi (v procentih).
|                | voda  | proteini | maščobe | ogljikovi hidrati |
| -------------- | ----- | -------- | ------- | ----------------- |
| Fižol (zeleni) | 82-90 | 2,5-6    | 0,3     | 6,5-8,5           |
| Fižol (zrel)   | 11-14 | 24-26    | 1,5-2   | 47-55             |
| Grah (zeleni)  | 80    | 2,5-6,5  | 0,5     | 4-12,5            |
| Grah (zrel)    | 14    | 23       | 2       | 53                |
| Navadni grahor |       | 20,5     | 4,8     | 61                |
| Leča           | 12    | 26       | 2       | 53                |
| Soja           | 10    | 34       | 19      | 27                |
| Arašid         | 2     | 24       | 50      | 22                |
| Bob            | 15    | 38       | 4       | 25                |

## Sistematika
Družina metuljnic obsega približno 730 rodov in skoraj 20.000 vrst. Razdeljene so v tri poddružine in približno 45 tribusov:
- Caesalpinioideae - vsebuje lesnate rastline:

| - Caesalpinieae | - Cassieae | - Detarieae |
- Faboideae - vsebuje večino užitnih in zelnatih vrst:

| - Abreae - Adesmieae - Aeschynomeneae - Amorpheae - Astragaleae - Bossiaeeae - Brongniartieae - Carmichaelieae - Cicereae | - Coronilleae - Crotalarieae - Cytiseae - Dalbergieae - Daleeae - Desmodieae - Dipteryxeae - Euchresteae - Fabeae | - Galegeae - Genisteae - Hedysareae - Hypocalypteae - Indigofereae - Liparieae - Loteae - Millettieae - Mirbelieae | - Phaseoleae - Podalyrieae - Psoraleeae - Robinieae - Sophoreae - Swartzieae - Thermopsideae - Trifolieae - Vicieae |
- Mimosoideae - vsebuje lesnate rastline:

| - Acacieae | - Ingeae | - Mimoseae | - Mimozygantheae | - Parkieae |
Danes se tribus Cercideae s štirimi  do dvanajstimi rodovi in približno 265 vrstami ne uvršča več v te tri poddružine (prej so ga uvrščali v poddružino Caesalpinioideae):
- - Adenolobus (Harv. ex Benth. & Hook. f.) Torre & Hillc.
  - Bauhinia L.
  - Brenierea Humbert
  - Cercis L.
  - Griffonia Baill.
  - Tylosema (Schweinf.) Torre & Hillc.

Sinonimi za družino so: Caesalpiniaceae R.Br., nom. cons., Cassiaceae Vest, Ceratoniaceae Link, Detariaceae (DC.) Hess, Hedysaraceae Oken, Inocarpaceae Zoll., Leguminosae Adans., nom. cons., Mimosaceae R.Br., nom. cons., Papilionaceae Giseke, nom. cons., Phaseolaceae Schnitzl., Swartziaceae (DC.) Bartl., Viciaceae Bercht. & J.Presl.